# Moineville
Moineville település Franciaországban, Meurthe-et-Moselle megyében. Lakosainak száma 1097 fő (2022. január 1.). Moineville Sainte-Marie-aux-Chênes, Auboué, Batilly, Giraumont, Hatrize, Jouaville és Valleroy községekkel határos.

## Népesség
A település népességének változása:
| Lakosok száma | 747  | 866  | 864  | 1067 | 1105 | 1083 | 1083 | 1069 | 1065 | 1097 |
|               | 1968 | 1982 | 1990 | 2006 | 2013 | 2015 | 2017 | 2019 | 2020 | 2022 |